# Oscar Pollak

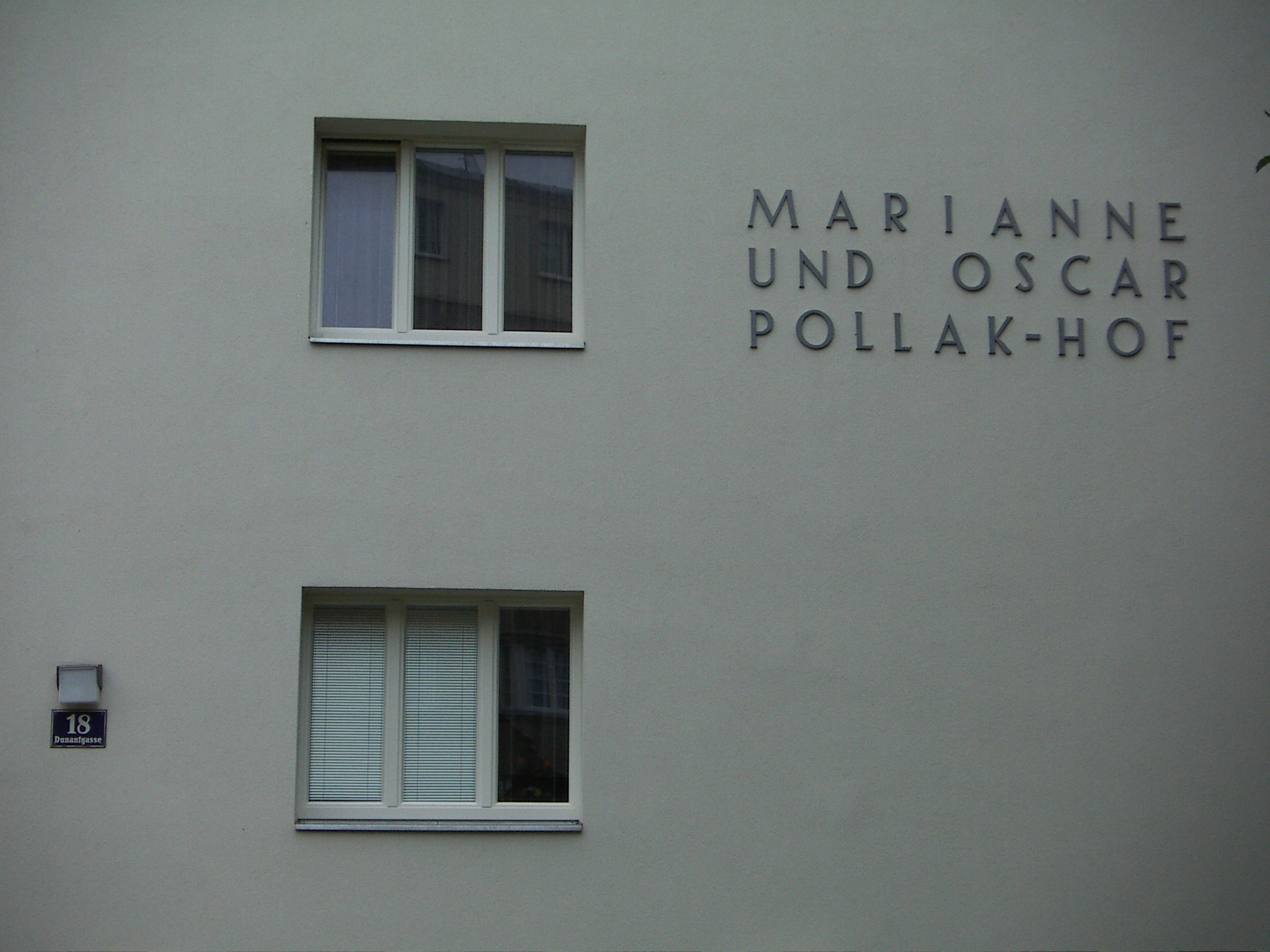
Wohnhausanlage in Floridsdorf

Oscar Pollak (* 7. Oktober 1893 in Wien, Österreich-Ungarn; † 28. August 1963 in Hinterstoder, Oberösterreich) (Pseudonyme: O. Paul, Austriacus) war ein österreichischer Journalist. Er war der Ehemann von Marianne Pollak.

## Leben und Tätigkeit
Pollak war der Sohn eines Kaufmanns. Er studierte Rechtswissenschaften an der Universität Wien und nahm von 1914 bis 1918 am Ersten Weltkrieg teil, der für ihn ein einschneidendes Erlebnis wurde. Nach Kriegsende promovierte er zum Dr. jur. und wandte sich dann dem Journalismus zu.
Beeinflusst durch das Kriegserlebnis hatte Pollak sich bereits 1918 der Sozialdemokratie angeschlossen und war Mitglied der Sozialdemokratischen Arbeiterpartei (SDAP) geworden.
Ab 1920 war Pollak Redakteur des sozialdemokratischen Parteiblattes Arbeiter-Zeitung, was er zunächst bis 1923 blieb. Er war für Sport- und Kommunalberichterstattung zuständig. In den Jahren 1923 bis 1926 arbeitete er im Sekretariat der Sozialistischen Internationale in London unter Friedrich Adler, von wo aus er zugleich als Korrespondent für die Arbeiterzeitung berichtete. Nach seiner Rückkehr nach Österreich 1926 trat er wieder der Redaktion der Arbeiterzeitung bei, für die er bis 1931 als außenpolitischer Redakteur tätig war.
Am 7. Juli 1931 wurde Pollak als Nachfolger von Friedrich Austerlitz Chefredakteur der Arbeiterzeitung. Diesen Posten behielt er bis zur gewaltsamen Unterdrückung der sozialdemokratischen Presse – und dem damit einhergehenden Verbot der Arbeiterzeitung – durch die Regierung Dollfuß im Jahr 1934 bei. In den Monaten vor den Februarkämpfen hatte er sich an der Organisation des Widerstandes gegen das Dollfuss'sche System beteiligt. Unter Pollaks Ägide wurde die Arbeiterzeitung von einem durch seinen hohen intellektuellen Zuschnitt gekennzeichneten Blatt in ein volkstümliches Organ umgewandelt. Er begründete diesen Schritt damit, dass er auf diese Weise dem Interesse des Publikums nach Sensation genügen und eine größere politische Wirkungsmächtigkeit entfalten wollte.
Unmittelbar vor der Besetzung der Redaktion der Arbeiterzeitung am 12. Februar 1934 ging Pollak in den politischen Untergrund. Von September 1934 bis Mai 1935 war Pollak redaktioneller Leiter der illegalen Zeitschrift Die Revolution.
1936 siedelte Pollak mit seiner Frau nach Brüssel über, wo er im Sekretariat der Sozialistischen Arbeiterinternationale arbeitete. Zudem beteiligte er sich in Brüssel an der Gründung der Auslandsvertretung der österreichischen Sozialisten (AVOES) und gab dort die Korrespondenz Internationale Information heraus. 1938 wechselte Pollak zum Pariser Hauptstandort der Internationale. Dort wurde er nach dem Tod Otto Bauers im Juli 1938 Herausgeber der Monatsschrift Der Sozialistische Kampf, dem Organ der im Exil lebenden österreichischen Sozialdemokraten.
Angesichts der deutschen Besetzung Frankreichs im Jahr 1940 flohen Pollak und seine Frau über Südfrankreich und Spanien nach Portugal und weiter mit einem amerikanischen Schiff in die Vereinigten Staaten. Dort erlangte er eine Genehmigung zur Einreise nach Großbritannien, um von dort aus gegen das NS-System zu arbeiten. Er gelangte nach London, wo er im Haus des Schriftstellers Brailsford lebte und als Monitor für die Nachrichtenagentur United Press arbeitete. Zudem schrieb er unter Pseudonymen gegen das NS-Regime gerichtete Artikel für britische Zeitungen wie The Observer. Politisch betätigte er sich, indem er zusammen mit Karl Czernetz die Leitung des Londoner Büros österreichischer Sozialisten übernahm. Des Weiteren arbeitete er während der Kriegsjahre eng mit dem britischen Geheimdienst SOE und dem amerikanischen Geheimdienst OSS zusammen, mit denen er propagandistische und subversive Aktivitäten in seiner Heimat plante. Er wirkte auch an der Auswahl von Agenten, die in diese Länder entsandt werden sollten, mit.
Von den nationalsozialistischen Polizeiorganen wurde Pollak nach seiner Emigration als Staatsfeind eingestuft: Im Frühjahr 1940 setzte ihn das Reichssicherheitshauptamt in Berlin auf die Sonderfahndungsliste G.B., ein Verzeichnis von Personen, die im Falle einer erfolgreichen deutschen Invasion Großbritanniens durch die Sonderkommandos der SS-Einsatzgruppen mit besonderer Priorität ausfindig gemacht und verhaftet werden sollten.

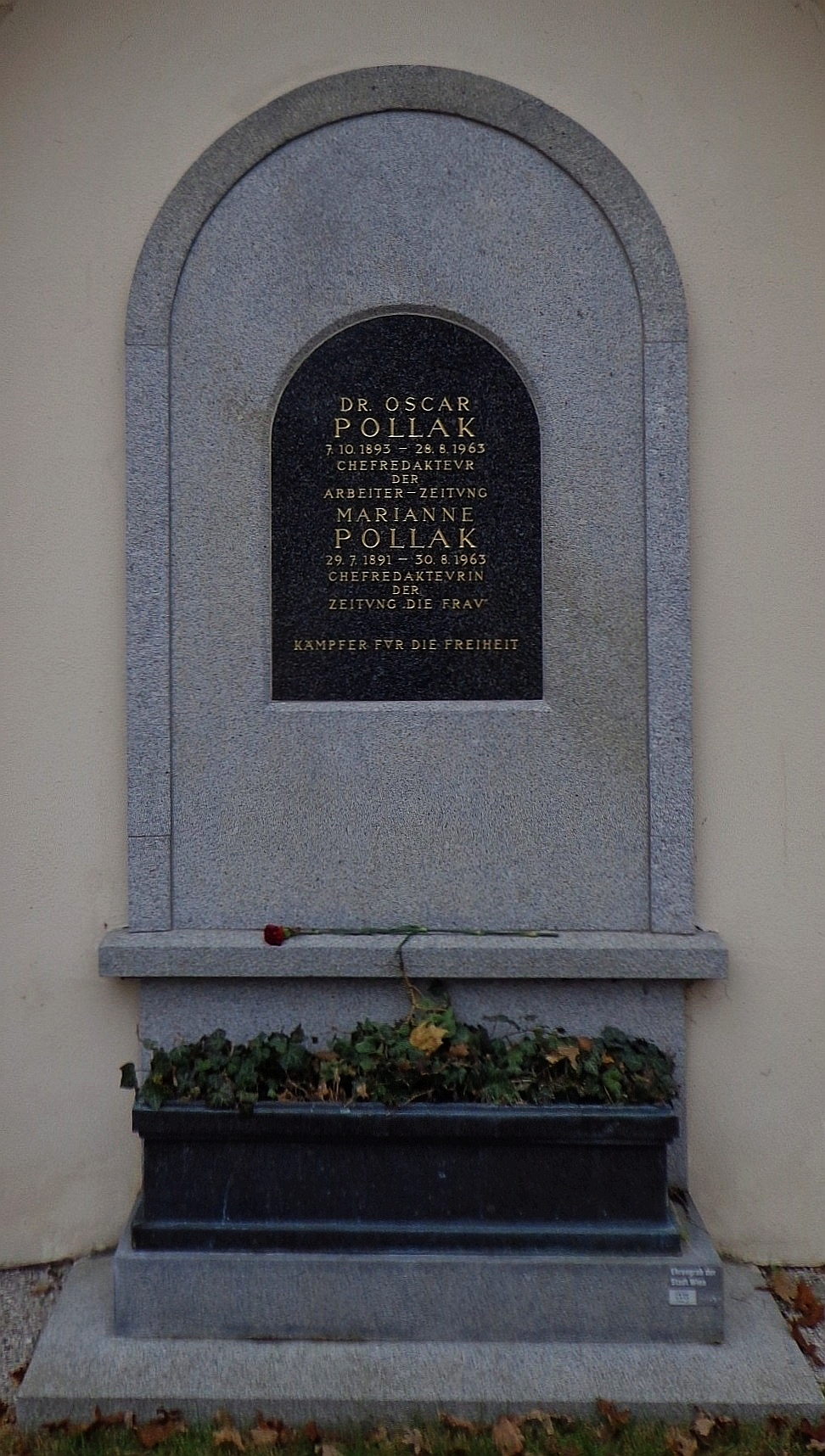
Grabstätte von Oscar und Marianne Pollak

Nach dem Zweiten Weltkrieg kehrte Pollack nach Österreich zurück. Wohl aufgrund seiner guten Verbindungen zur britischen Labour Party war er einer der ersten Emigranten, die eine Sondergenehmigung der britischen Behörden zur Rückreise erhalten hatten. Schon am Weg konzipierte er den ersten Leitartikel für die neugegründete Arbeiter-Zeitung, und in Wien war er ab 22. September 1945 wieder Chefredakteur der Zeitung. Diese Position hatte er bis zu seiner Versetzung in den Ruhestand 1961 inne. Außerdem war er Redaktionssekretär der Zeitschrift Der Kampf. Politisch trat er durch führende Mitwirkung an der Neuorganisation der Sozialistischen Partei hervor. Inhaltlich vertrat er in den Nachkriegsjahren eine entschieden antikommunistische und prowestliche Linie. Außerdem trat er mit der Forderung einer Gesamtföderation der europäischen Arbeiterorganisationen hervor.
In seinen späteren Lebensjahren war Pollak von 1956 bis 1958 Präsident des von ihm gegründeten Internationalen Presseinstituts und von 1961 bis 1963 redaktioneller Leiter der Zeitschrift Die Zukunft. Diese wandelte er von einer Monats- in eine Halbmonatsschrift um.
Pollak starb 1963 an Herzversagen. Seine Frau nahm sich kurz danach das Leben, da sie nicht von ihm getrennt sein wollte. Beide wurden zusammen eingeäschert und begraben. Ihr ehrenhalber gewidmetes Grab befindet sich im Urnenhain der Feuerhalle Simmering (Abteilung ML, Gruppe 20B, Grab Nr. 1G).

## Auszeichnungen
- 1956: Preis der Stadt Wien für Publizistik

## Werke
- Das ABC der Internationale, 1928.
- Im Schützengraben des Klassenkampfes, 1929.
- Farewell France, 1941.
- Underground Europe calling, 1942.
- It all started in Vienna, 1944.
- Gegen den inneren Nazi, 1946.
- Der neue Humanismus. Geist und Gesellschaft an der Zeitenwende, 1962.
- Otto Pollak. Kämpfer für Freiheit und Recht. Eine Auswahl seiner Aufsätze, Wien 1964. (herausgegeben von Karl Ausch)